# Vikingligr Veldi
Vikingligr Veldi er black metal-bandet Enslaveds debutalbum der blev udgivet i 1994.

## Numre
1. "Lifandi lif undir hamri (Lever livet under hammeren)" – 11:31
2. "Vetrarnótt (Vinternat)" – 10:58
3. "Midgards eldar (Midgårds ild)" – 11:16
4. "Heimdallr" (Heimdall) – 6:15
5. "Norvegr (Norge)" – 10:56

## Musikere
- Ivar Bjørnson – Guitar, keyboard
- Grutle Kjellson – Bas, vokal
- Trym Torson – Trommer